# Vilâyet Adana

Das osmanische Vilâyet Adana im Jahre 1900

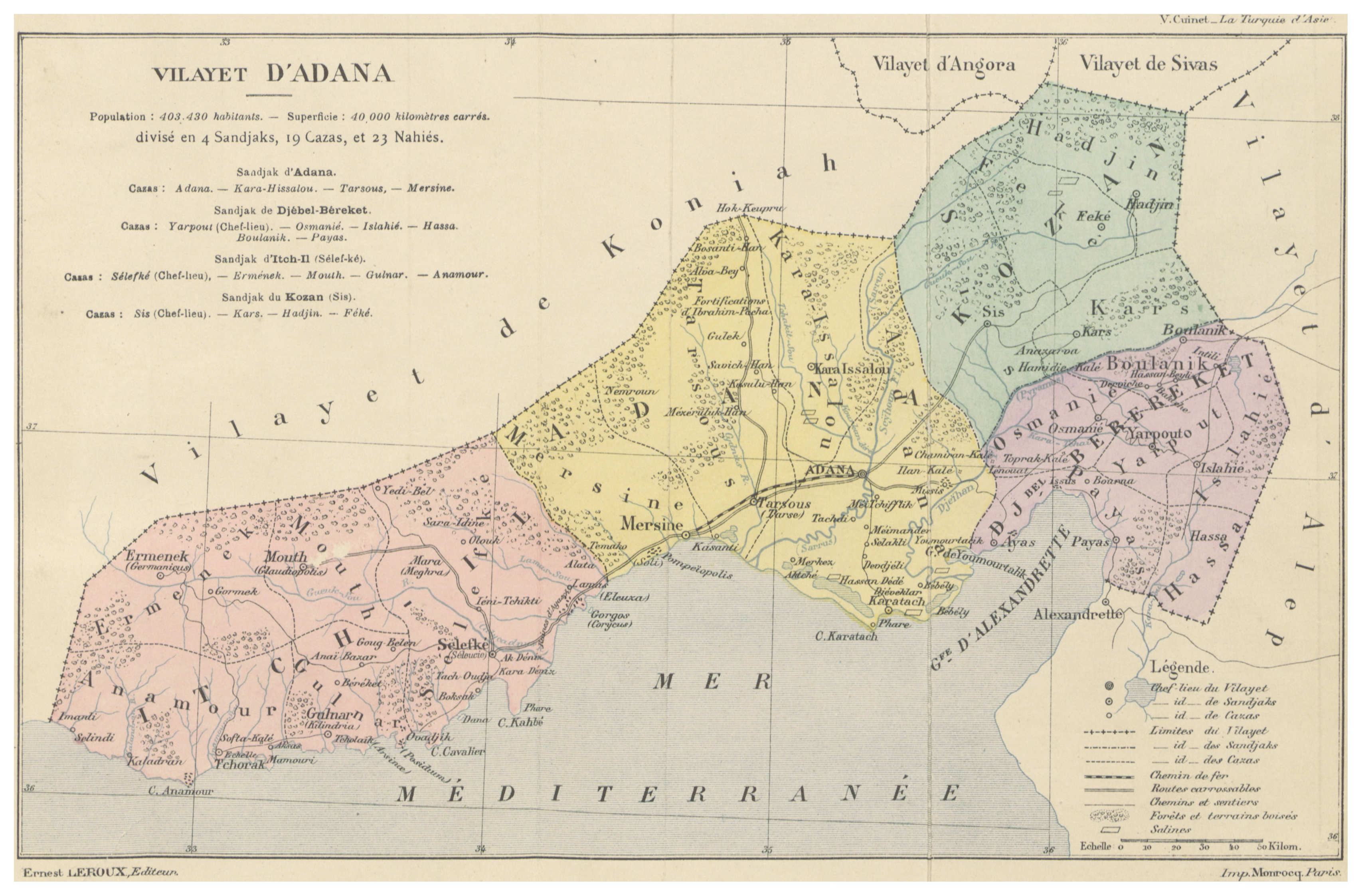
Karte zum Vilayet Adana von 1892

Das Vilâyet Adana (osmanisch ولايت اطنه İA Vilâyet-i Adana, türkisch Adana Vilayeti, armenisch Ադանայի վիլայեթ) war ein Vilâyet (Provinz) des Osmanischen Reiches in der Region Kilikien.

## Verwaltung
Das Vilayet Adana grenzte im Westen an das Vilayet Konya, im Norden an die Vilayets Ankara sowie Sivas und im Süden wie Osten an das Vilayet Aleppo.
Die Sandschaks des Vilayet Adana waren:
- Sandschak Mersin
- Sandschak Adana
- Sandschak Kozan
- Sandschak Osmaniye

## Bevölkerung
Bis zum Völkermord an den Armeniern und den zeitgleich stattfindenden Griechenverfolgungen im Jahre 1915 hatte das Vilayet Adana 403.400 Einwohner. Fast die Hälfte der Gesamtbevölkerung waren Armenier (insgesamt 178.000), davon waren allerdings nur noch 52.650 christliche Armenier, da die Mehrheit von ihnen zum sunnitischen Islam übergetreten war. Weitere 8.974 Einwohner waren Griechen. Daneben lebten in der Region Tscherkessen, Araber, Turkomanen, Kurden, Yörük-Turkmenen und sogenannte "Zigeuner" (tr. "Cingen").
Wegen der schlechten klimatischen Bedingungen in Kilikien war das Vilayet Adana relativ schwach bevölkert. Die bevölkerungsreichsten Städte waren Adana und Mersin.